# لا بارسلونتا
لا بارسلونتا 
(کاتالان: La Barceloneta تلفظ در کاتالان: [lə βəɾsəluˈnɛtə])
محله‌ای در منطقه سویتاد بیا در شهر بارسلون، مرکز بخش خودگردان کاتالونیا در پادشاهی اسپانیا است.